# Лов и риболов (ТВ канал)
Лов и риболов  (стилизовано као LOV I RIBOLOV) авантуристички је претплатнички ТВ канал у власништву United Media који се емитује у Србији, Босни и Херцеговини, Хрватској, Црној Гори и Северној Македонији од 2014. године. 
Један је од малобројних специјализованих канала намењен авантуристима, љубитељима лова и риболова и онима који желе упознати дивљи свет. Програмску шему чине емисије о подухватима највећих мајстора лова и риболова, а најатрактивније међу њима су Риболовачке приче, Ловачки савети и Живот с природом.
Ексклузивни серијал „Улови трофеј” који се бави спортским риболовом, екологијом, наутиком и прати светска и локална такмичења у риболову идеалан је садржај за љубитеље овог спорта. Кулинарска емисија Кухињица обрађује теме припреме јела од рибе и дивљачи.
Неке од емисија које се приказују су Дани риболова, Кад наш брод плови, Шарански риболов, Приче из ловишта, Дивља љепота, Животињско царство, Путевима Индокине и друге.